# Jurassic Park (videogioco Mega CD)
Jurassic Park è un videogioco pubblicato da SEGA per Sega Mega CD, in seguito all'uscita del film omonimo, benché si avvicini di più al romanzo. È uscito contemporaneamente alla sua controparte sviluppata su Mega Drive, la quale è completamente differente.

## Modalità di gioco
Lo scopo del giocatore è trovare uova di sette differenti specie di dinosauri e metterle in un'incubatrice. Il gameplay è un basilare "punta-e-clicca" con una prospettiva in prima persona. Il giocatore può ottenere tre armi: una pistola stordente, freccette ai tranquillanti e delle granate a gas; dato che nessuna di queste armi è letale, ogni situazione in cui vanno utilizzate sono degli enigmi mascherati da combattimenti, che richiedono più di semplicemente sparare per sopravvivere. Il gioco è inoltre dotato di un timer invisibile, il quale farà terminare la partita se l'obiettivo non sarà raggiunto entro 12 ore di tempo reale.

## Dinosauri
- Brachiosauro
- Gallimimus
- Procompsognathus
- Dilophosaurus
- Tyrannosaurus rex
- Triceratops
- Velociraptor

## Accoglienza
La rivista Mega inserì il gioco al 9º posto nella sua classifica Top Mega CD Games of All Time.